# Під мостом
Під мостом (англ. Under the Bridge) — американський кримінально-драматичний мінісеріал, розроблений Квінн Шепард на основі однойменної книги Ребекки Годфрі про вбивство Ріни Вірк. Прем'єра серіалу відбулася на Hulu 17 квітня 2024 року.

## Сюжет
Осіннього вечора 1997 року в тихому передмісті Вікторії в канадській Британській Колумбії 14-річна Ріна Вірк іде до подруг на вечірку, з якої не повертається. Поліціянтка Кем Бентленд береться розслідувати її зникнення і невдовзі — жорстоке вбивство. Тим часом Ребекка Годфрі, яка повернулася у рідну Вікторію писати книгу, поринає в прихований підлітковий світ обвинувачених у вбивстві.

## У ролях

### Головні
- Лілі Гладстон — Кем Бентленд
- Врітіка Гупта — Ріна Вірк
- Хлоя Гідрі — Жозефіна Белл
- Джейвон Волтон — Воррен Гловацкі[4]
- Іззі Джі[en] — Келлі Еллард
- Айяна Гудфеллоу — Дасті Пейс[4]
- Езра Фарок Кхан — Манджит Вірк
- Арчі Панджабі — Суман Вірк
- Райлі Кіо — Ребекка Годфрі

### Запрошені
- Ануп Десаї — Радж Масіхаджар

## Епізоди
| № серії | Назва серії                                                     | Режисер(и)        | Сценарист(и)              | Оригінальна дата виходу |
| ------- | --------------------------------------------------------------- | ----------------- | ------------------------- | ----------------------- |
| 1       | «Дзеркало» «Looking Glass»                                      | Ґіта Васант Пател | Квінн Шепард              | 17 квітня 2024          |
| 2       | «Джон Готті з „Семи дубів“» «The John Gotti of Seven Oaks»      | Кевін Філліпс     | Ешлі Кардіфф              | 17 квітня 2024          |
| 3       | «Клятва на крові» «Blood Oath»                                  | Кетрін Гардвік    | Джихан Краудер            | 24 квітня 2024          |
| 4       | «Прекрасна Британська Колумбія» «Beautiful British Columbia»    | Німіша Мукерджі   | Стуті Мальхотра           | 1 травня 2024           |
| 5       | «Коли спаде жар» «When the Heat Comes Down»                     | Квінн Шепард      | Том Ханада                | 8 травня 2024           |
| 6       | «У воді вони тонуть однаково» «In Water, They Sink as the Same» | Квінн Шепард      | Квінн Шепард, Самір Мехта | 15 травня 2024          |
| 7       | «Три і сім» «Three and Seven»                                   | Дін Таї           | Тодд Кріттенден           | 22 травня 2024          |
| 8       | «Тільки милосердя» «Mercy Alone»                                | Кевін Філліпс     | Самір Мехта               | 29 травня 2024          |

## Виробництво
У вересні 2022 року компанія Hulu замовила 8-серійний серіал, виконавчими продюсерами якого стали Самір Мехта й Ліз Тігелаар, а Квінн Шепард адаптувала однойменну книгу Ребекки Годфрі, яка також працювала над створенням проєкту. Творці звернулися й до інших матеріалів, включно з книгою Манджита Вірка «Ріна: Історія батька».
У грудні 2022 року до основного акторського складу серіалу увійшли Райлі Кіо, Іззі Джі, Хлоя Гідрі, Езра Фарок Хан, Арчі Панджабі, Врітіка Гупта, Джавон Волтон, Айяна Гудфеллоу та Лілі Гладстон.

Фільмування відбувалось у Ванкувері, Канада з грудня 2022 по травень 2023 року.

## Сприйняття

### Відгуки критиків
На агрегаторі рецензій Rotten Tomatoes «Під мостом» має рейтинг схвалення 85 % на основі 53 відгуків критиків із середнім рейтингом 7,5 з 10 і статус «сертифікований свіжий». На сайті Metacritic серіал отримав середньозважену оцінку 70 зі 100 від 27 критиків, що вказує на «здебільшого схвальні відгуки».
На думку Variety, автори серіалу провели захопливе дослідження про жорстокість і людське співчуття. Огляд The Guardian хвалить акторську гру Лілі Гладсон.

### Відзнаки
2024 року «Під мостом» здобув низку відзнак. Він став номінантом телепремії «Готем» як найкращий новий мінісеріал. Лілі Гладстон стала номінанткою «Готем» за найкращу роль у мінісеріалі, прайм-тайм премії «Еммі» за найкращу жіночу роль другого плану в мінісеріалі, серіалі-антології або фільмі, а також телепремії «Астра» за найкращу жіночу роль другого плану в мінісеріалі або телефільмі. Райлі Кіо також здобула номінацію премії «Астра» в цій категорії.